# Milbertshofener Platz

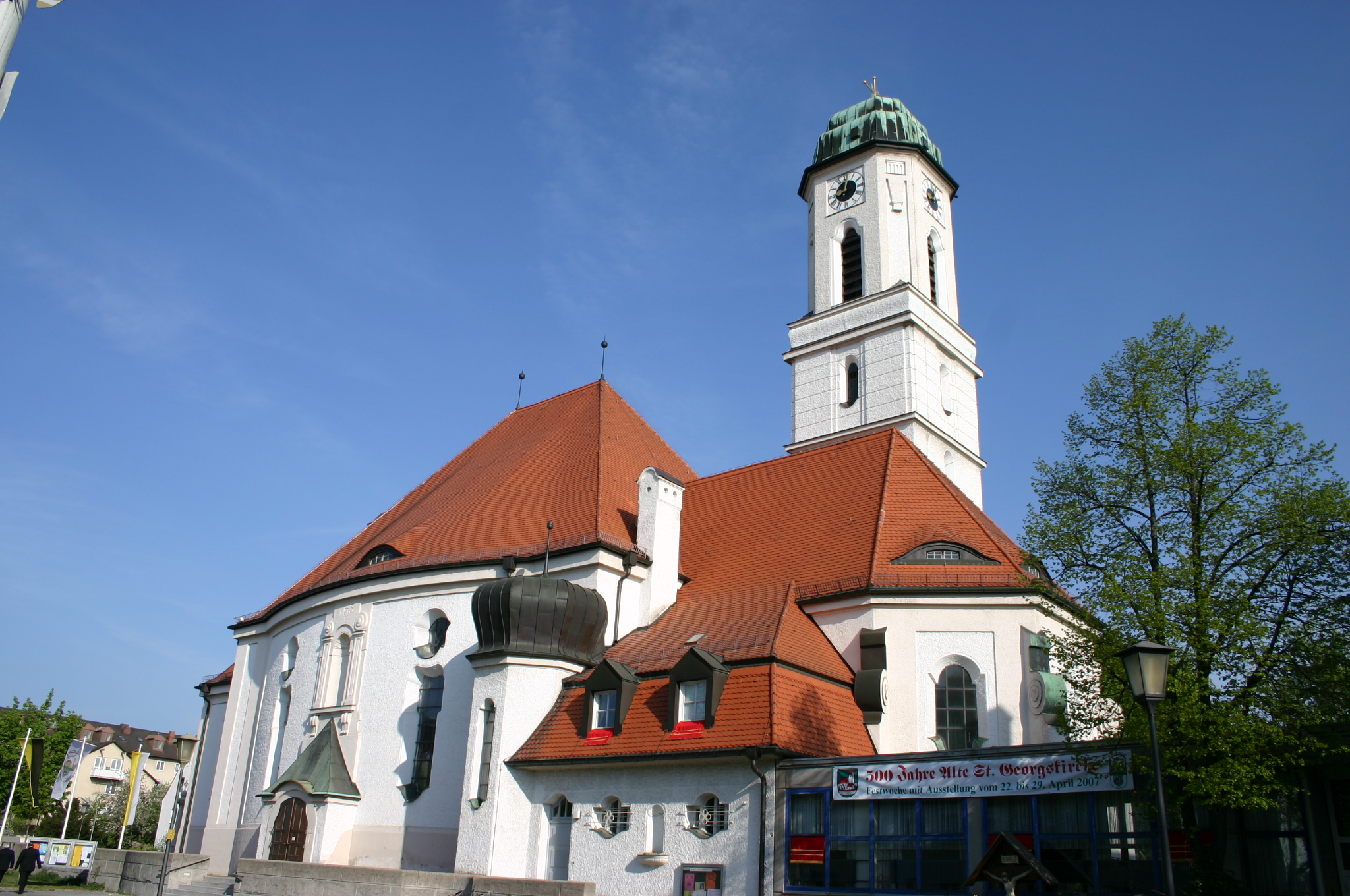
St. Georg am Milbertshofener Platz

Der Milbertshofener Platz ist ein Platz im Münchner Stadtbezirk Milbertshofen-Am Hart.

## Beschreibung
Der Platz liegt an der Schleißheimer Straße an der Einmündung zur Milbertshofener Straße. Am Milbertshofener Platz 1 liegt die Neue St.-Georgs-Kirche. Am Platz steht auch der 1984 von Angelika Fazekas gestaltete St.-Georgs-Brunnen.
Er wurde nach der ehemaligen Vorstadt und dem heutigen Stadtteil von München Milbertshofen benannt.